# Ture Sventon och den magiska lampan
Ture Sventon och den magiska lampan är en svensk TV-serie som började visas på SVT:s streamingtjänst SVT Play 24 december 2023, där samtliga sex avsnitt släpptes samtidigt. Det är den tredje serien med Robert Gustafsson som Ture Sventon, och är en fristående uppföljare till Ture Sventon och Bermudatriangelns hemlighet och Ture Sventon och jakten på Ungdomens källa. För regin svarar Gustaf Åkerblom, som tidigare bland annat regisserat TV-serien Ture Sventon och jakten på Ungdomens källa. Ola Norén och Roland Ulvselius har skrivit seriens manus och Lotta Westberg är producent.

## Handling
Serien kretsar kring bland andra kring Ture Sventon och hans antagonist, skurken, Ville Vessla. Som titeln indikerar spelar en magisk lampa med vilken ägaren kan önska sig vad som helst en central roll i handlingen.

## Rollista
- Robert Gustafsson - Ture Sventon
- Johan Glans - Ville Vessla
- Björn Gustafsson - polisen Pär
- Sora Elding - Irma
- Tiffany Kronlöf - Birgersson
- Cecilia Ljung - Matilda
- Lasse Nilsen - Oxen
- Nana Manu - Walter
- Manuela Gotskozik Bjelke - Kim
- Yasmine Seifi - 7:an
- Kari Hamfors Wernolf - 34:an
- Sandra Andreis - 128:an
- Lisette Pagler - mamma
- Charlotta Larsson - farmor
- Andreas Andersson - präst